# Dvärgänder
Dvärgänder (Nettapus) är ett litet fågelsläkte i familjen änder inom ordningen andfåglar med tre arter:
- Grön dvärgand (N. pulchellus)
- Afrikansk dvärgand (N. auritus)
- Bomullsdvärgand (N. coromandelianus)